# Rodrigo Borja Cevallos
Pour les articles homonymes, voir Cevallos.
Rodrigo Borja Cevallos est un homme d'État équatorien, né à Quito le 19 juin 1935.
Il est en ligne agnatique descendant de Giovanni Borgia, duc de Gandia, fils du pape Alexandre VI, et de son épouse María Enríquez de Luna.

Armoiries Duché de Gandie des Borja o Borgia

## Carrière politique
Il fonde le Parti de la gauche démocratique (ID) en 1968. Il en est le candidat aux élections présidentielles en  1978, 1984, 1988, 1998 et 2002. 
Il est élu président de la République de l'Équateur du 10 août 1988 au 10 août 1992, avec Luis Parodi Valverde comme vice-président. Il succède à León Febres-Cordero.
Il est également député au Congrès national en 1962, 1970, et 1979. Il est juriste, professeur de sciences politiques, et écrivain.